# David Dehenauw
David Dehenauw  (né à Bruges le 10 décembre 1970) est un météorologue, chef de travaux à l'Institut royal météorologique de Belgique (IRM) et chef de la section météo depuis le 1er novembre 2017. Il est également présentateur météorologique sur Radio 2 de la VRT depuis 2000, la chaîne de télévision flamande VTM depuis 2003 et sur RTL-TVI depuis octobre 2013.

## Études
David Dehenauw a fait ses études à la Vrije Universiteit Brussel (VUB) et a obtenu plusieurs grades d'ingénieur: ingénieur civil en chimie, en métallurgie/connaissance des matériaux et en sécurité industrielle, pendant les années 1990. Il a été formé en météorologie au National Weather Service américain. Il est ensuite devenu assistant à la VUB, puis a débuté à l'IRM en 1998. En 2006, il est devenu docteur en génie avec un thèse sur la prévision de fortes rafales orageuses et de grêle. Il a publié à ce sujet avec d'autres chercheurs et fait une présentation lors d'un symposium en 2005,.

## Carrière
En 2002, il a guidé l'américain Steve Fossett durant son vol en ballon autour du monde et a repris le rôle de météorologue de Fossett pour 3 vols-sans-arrêt autour du monde en avion dans le Virgin Atlantic GlobalFlyer en 2005 et 2006. En 2016, il supervise le vol mondial en ballon de Fedor Konyukhov, un Russe, en 11 jours, un nouveau record. Il est le seul météorologue au monde qui a assisté aux 5 vols mondiaux non-stop réussis. Son nom est mentionné sur la capsule de Fossett qui se trouve dans le musée national américain de l'aviation et de l'espace à Washington, DC. Entre 2004 et 2016, il faisait également partie de l’équipe météo de Bertrand Piccard et André Borschberg sur le projet Solar Impulse.
David Dehenauw a donné des conférences de presse et a accordé des interviews à plusieurs chaines américaines et australiennes, a reçu un diplôme de l'Aero Club du Royaume-Uni en 2004 pour ses conseils météorologiques à David Hempleman-Adams pour la traversée de l'Atlantique en ballon à capsule ouverte en 2003, ainsi que des lettres de félicitations du chef du service météorologie américain NOAA, le Dr Conrad Lautenbacher et le secrétaire au commerce Carlos Gutierrez.
Il a conseillé occasionnellement Richard Branson pour des évènements spéciaux de sa compagnie aérienne Virgin Atlantic. Depuis 2012, il patronne l'exposition sur les tempêtes à Blankenberge, Storms.eu et l'université de Gand l'a nommé professeur visitant de météorologie/climatologie en 2013.